# Insurgencia maoísta en Afganistán
La insurgencia o rebelión maoísta en Afganistán fue un conflicto parte de la Guerra de Afganistán entre guerrillas maoístas afganas apoyadas por China contra el gobierno prosoviético de Afganistán y contra los insurgentes salafistas apoyados por Occidente, aunque sin embargo, en un principio llegaron a colaborar con estos últimos.
Tras la Revolución de Saur en abril de 1978, los revolucionarios comunistas derrocan y ejecutan a Mohammed Daud Khan y establecen la República Democrática de Afganistán. Sin embargo, las facciones revolucionarias maoístas acusan al nuevo gobierno de "revisionista" y de ser un títere de los soviéticos. El nuevo Gobierno afgano lleva entonces una purga contra los maoístas presentes en el gobierno y dentro del Partido Democrático Popular de Afganistán, que resulta en numerosos políticos e intelectuales encarcelados y ejecutados, entre ellos el teórico Akram Yari. Mientras que la insurgencia islamista se extiende por todo Afganistán, como respuesta a las purgas varios guerrilleros maoístas protagonizan en agosto un levantamiento en barrios pobres de Kabul. Los guerrilleros contaron apoyo de miembros rebeldes del Ejército. Rápidamente el levantamiento es brutalmente reprimido, pero la insurgencia de campesinos apoyados por los servicios secretos chinos comienza a extenderse por todo el país. En 1980, con las tropas soviéticas ya en Afganistán, tiene lugar otro gran levantamiento en Kabul. El levantamiento esta liderado por el maoísta Majid Kalakani, y cuenta con apoyo de insurrectos islamistas. Kalakani será capturado y ejecutado.
Si bien los combatientes maoístas participaron durante los primeros años de la guerra contra los soviéticos, éstos tendrán un papel minoritario en comparación a los salafistas, quienes rápidamente comenzarán también a perseguirlos y asesinarlos. Durante esta etapa, los maoístas recibirán apoyo armamentístico y logístico por parte del Ministerio de Seguridad Estatal chino.
A finales de 1986, el islamista Gulbuddin Hekmatyar, aprovechando que estos grupos estaban ya muy debilitados, decide emprender una campaña de exterminio contra los maoístas. Bajo las órdenes de Gulbuddin, los dos principales líderes maoístas afganos, Mulavi Dawood y Faiz Ahmad, son asesinados. Los muyahidines ponen en marcha una serie de asesinatos masivos y persecuciones contra aquellos insurgentes y civiles (no solo maoístas) sospechosos de no ser "verdaderos musulmanes". Para inicios de diciembre de ese año, los maoístas afganos habían sido prácticamente aniquilados.